# Рам, Джон (американский гольфист)
Джон Б. Рам (англ. John B. Rahm; 8 января 1854, Ричмонд — 28 июля 1935, Омаха, Небраска) — американский гольфист, бронзовый призёр летних Олимпийских игр 1904 года.
На Играх 1904 года в Сент-Луисе Рам участвовал в двух турнирах. В командном он занял 23-е место, и в итоге его команда стала третьей и получила бронзовые награды. В одиночном разряде он занял 39-е место в квалификации и не прошёл в плей-офф.